# 赤い靴
『赤い靴』（あかいくつ）は、1922年（大正11年）、野口雨情作詞・本居長世作曲で発表された童謡である。
2006年（平成18年）に文化庁と日本PTA全国協議会が「日本の歌百選」に選定。

## 歌詞
| 1. | 赤い靴（くつ） 履いてた 女の子                 |
|    | 異人（いじん）さんに 連れられて 行っちゃった   |
| 2. | 横浜の 埠頭（はとば）から 汽船（ふね）に乗って |
|    | 異人さんに 連れられて 行っちゃった             |
| 3. | 今では 青い目に なっちゃって                   |
|    | 異人さんの お国に いるんだろう                 |
| 4. | 赤い靴 見るたび 考える                         |
|    | 異人さんに 逢（あ）うたび 考える               |
4番の詩は原稿段階では「赤い靴 見るたび 思い出す」だったものを「考える」と直した跡がある。
発表はされなかったものの、1978年（昭和53年）になって発見された草稿には、以下の5番もあった。
生まれた 日本が 恋しくば
青い海眺めて ゐるんだらう（いるんだろう）
異人さんに たのんで 帰って来（こ）

## 「定説」としての『赤い靴』
歌詞は、実話を題材にして書かれたという説がある。
野口雨情は1907年（明治40年）に札幌の北鳴新聞社に勤務時に岩崎かよと知り合った。「定説」によると、この岩崎かよの娘である佐野きみ（1902年（明治35年）7月15日 - 1911年（明治44年）9月15日）がその赤い靴を履いていた少女のモデルとされた（「佐野」は戸籍上の名前）。
岩崎かよは静岡県有渡郡不二見村（現在の静岡市清水区宮加三）出身で、山梨県の紡績工場に働きに出ていたが、1902年（明治35年）に身重となり、1人で帰郷してきみを生んだ。かよは1903年（明治36年）に北海道に移民として渡り、そこで鈴木志郎らとともに平民社農場で開墾に携わった（1906年〔明治39年〕に鈴木志郎と結婚）。開拓生活の厳しさもあり、1905年（明治38年） - 1907年（明治40年）頃に娘のきみを養女に出した。かよは娘のきみの養育をアメリカ人宣教師のヒュエット夫妻に託すことになった。やがてヒュエット夫妻は本国に帰る事になったが、その時きみは結核に冒されており、渡米できず、鳥居坂教会の孤児院「永坂孤女院」に預けられることになった。きみは孤児院で母親に会うこともできず、9歳で他界し青山墓地に埋葬された。母親のかよは、きみはヒュエット夫妻と一緒にアメリカに渡ったものと思いこみ、東京の孤児院で結核で天昇したことを知らないまま一生を過ごした。
野口雨情は1907年（明治40年）に札幌の北鳴新聞社に勤めていたとき、鈴木志郎と妻のかよとの親交を深め、娘のきみの話を聞かされた。その後、1921年（大正10年）に、この話を題材にして『赤い靴』が野口雨情によって作詞され、児童雑誌「小学女生」12月号に発表された。
1922年（大正11年）に本居長世作曲で童謡になった。
1973年（昭和48年）、きみの異父妹である岡その（鈴木志郎とかよの三女）が、新聞に「私の姉は『赤い靴』の女の子」と投書。この記事に注目した北海道テレビ記者の菊地寛が調査を開始した。菊地は5年間取材ののち、上記の事実を確認し、1978年（昭和53年）に『ドキュメント・赤い靴はいてた女の子』を北海道テレビで制作して放送した。その後、菊地は、ノンフィクション小説『赤い靴はいてた女の子』（現代評論社刊）を1979年（昭和54年）に発表、この本の記述が「定説」として定着したとされる。

## 「定説」への異議
この「定説」には「捏造」が含まれるとする説が作家の阿井渉介によって提唱された。阿井は、1986年（昭和61年）、日本平に「母子像」が建立された際、地元テレビ局静岡放送が制作した記念番組『流離の詩・赤い靴はいてた女の子』の構成台本を依頼され執筆したが、このとき菊地本や、『ドキュメント・赤い靴はいてた女の子』に示された「定説」の事実関係に不審を抱き、のちに「定説」の矛盾点を追究した。著書『捏像 はいてなかった赤い靴』（徳間書店 2007年12月 ISBN 4-19-862458-5）において、「定説」には根拠がないとする批判を明らかにした。
阿井による説は以下の通りである。
1. きみの実父を佐野だとする菊地本には根拠がない。きみが戸籍上、佐野の養女になっているのは、私生児を祖父の戸籍に入れる措置に準じて考えるべき。
2. 菊地本で養親に比定されている宣教師の名前は、正しくはヒューエット。ただしヒューエット夫妻と、きみの間には全く接点がない。「きみが宣教師の養女となった」話は佐野がかよを安心させるためについた嘘であり、実は佐野が2歳のきみを東京の孤児院に預けて、きみはそこで一生を過ごしている。この時期、北海道で布教を行なっていたヒューエット夫妻が、北海道に渡ってもいないきみを養女とすることはありえない。
3. 菊地本は「宣教師の養女になったきみのことを、かよから聞いた雨情が詩にした」とするが、かよが雨情夫妻と言葉をかわす機会はそう多くなかったはずで、自分が結婚前に私生児を産んだと進んで告白するとも思えない。野口家と鈴木家との親交は、夫同士の仕事上のつきあいに限られたものとおぼしい。
4. 雨情の『赤い靴』は社会主義的ユートピア運動（空想的社会主義）の挫折の隠喩と解すべきで、社会主義者の伝道行商を象徴する『赤い箱車』と結びつけて考えるべきである。

阿井は、菊地は自分の取材不足を想像で埋めたとして「捏造」と論難しているが、これに対して菊地は自説の骨子には誤りはないと主張している。
阿井は、野口雨情の実息である野口存彌による研究をもとに「童謡『赤い靴』を含む雨情の童謡に特定の個人を謳ったものはない」と主張している。一方、菊地は、『赤い靴』以外にも特定個人を謳った童謡は存在するとしている。『シャボン玉』の詩にある「生まれてすぐにこわれてきえた」の一節に、雨情は夭折した長女への哀悼をこめたとしており、詩の解釈論でも両者は対立している。
「きみは宣教師の養女となって渡米したものと、かよは生涯信じきっていた」とする「かよの観点からの真実」については両者に争いはない。その宣教師が「実在するヒュエット師」（菊地説）であるか、「佐野がでっちあげた架空の存在」（阿井説）であるかで、両者およびその支持者は対立しており、阿井は「きみと会ったこともない、全く無関係のヒューエット夫妻の名誉を、菊地はテレビ番組制作のための作り話で傷つけている」としている。
阿井は、雨情の『赤い靴』は「きみを謳ったものではない」と作家論からの立証を試みると共に、「宣教師の養女になったきみのことを、かよから聞いた雨情が詩にした」話は、「かよの思いこみによる自慢話を、娘そのや菊地が更に粉飾したもの」と批判している。ただし「雨情さんがきみのことを詩にしてくれた」と、かよがそのに語った事実は「あった」としている。そのため、「かよによる『赤い靴』の詩歌解釈」そのものは否定しきれていない。この点では「雨情の作家論」と「かよによる詩歌受容」と「菊地の追跡取材のプロセスの是非」を、両派ともに整理できず混交して論じているため、議論は噛み合っていない。
「かよが雨情夫妻にきみのことを話した」とする、岡そのの証言および菊地本への反駁として、阿井は「かよが雨情夫妻と言葉をかわす機会はそう多くなく、打ち明け話をするほど親しくはなっていない」ことについて綿密な検証を行なっている。だが、その一方で「鈴木が雨情にきみのことを話した」か、あるいは「雨情のほうから鈴木に家族のことを取材した」可能性の有無については両派とも論じていないため、「きみのことを雨情が知る機会があったか否か」についての検証はいまだ不充分である。
2009年（平成21年）8月、北海道函館市に「定説」に基づいて『きみちゃん像』が建てられたが、それを伝える新聞記事の中には、『赤い靴』をめぐっては諸説あることを指摘するものがあった。毎日新聞は「平民農場開拓を指導した幸徳秋水らによる社会主義ユートピア運動の「挫折」を歌ったものとする指摘もあり、野口の親族らからは「実在のモデルはなかった」との主張もされている」と報じている。
雨情の童謡に特定の個人を謳ったものがあるかないかについては、親族間でも意見が分かれている。雨情の孫で野口雨情記念館代表の野口不二子は、『シャボン玉』に雨情は夭折した長女への哀悼をこめたと講演で語っている。「定説」に対するスタンスも、野口存彌と野口不二子では対照的で、野口存彌は「定説」に対して一貫して否定的だが、野口不二子は函館の『きみちゃん像』建立に向けての祝賀会で記念講演を行なっている。
ただし野口存彌も、童謡ではない雨情初期の詩作については、片山潜の社会主義論に傾倒していた野口茂吉（雨情の一つ年下のいとこ、1905年（明治38年）に横浜から渡米して1954年（昭和29年）にロサンゼルスで客死）の影響が大きかったとしている。雨情を研究している長久保片雲は、「社会主義を信じ、自由の天地アメリカに横浜から渡っていった、雨情の従兄たちの面影が『赤い靴』には投影されている」としており、この意見には阿井も半ば賛意を示しつつも、『赤い箱車』のイメージのほうを優先している。
野口不二子も近著『郷愁と童心の詩人 野口雨情伝』（講談社 2012年11月 ISBN 978-4-06-217924-9）の中で、『赤い靴』の4番は、茂吉を「ベースにして書いたとも思われる」としている。「定説」について「確証はない」としながらも、『赤い靴』について「何か下地になるような」体験が雨情にあったことは十分考えられるとしている。阿井説には全く触れていない。

## 異見前史
『捏像 はいてなかった赤い靴』の刊行以前にも、当曲の解釈の相違が表面化したことがあった。2003年（平成15年）2月、NHK教育テレビの教養番組『NHK人間講座』の「人はなぜ歌うのか」シリーズに出演した永六輔は、野口不二子から聞いた話として、「『赤い靴』の赤は実はソ連のことで、「そのソ連、社会主義がどこかへいっちゃった」と雨情は謳っているのだが、治安維持法による検閲を逃れるため隠喩を用いたのだ」と紹介した。
だが野口不二子は、週刊新潮2004年（平成16年）6月17日号所載の記事中で、「永さんと雨情の童謡について何かを話したということはありません」とこれを否定、「私はたしかに聞きましたからねえ」とする永との間で差を生じている。同記事は、「治安維持法の成立は『赤い靴』の発表の数年後である」と永の誤解を指摘する作曲家江口浩司のコメントや、「雨情の名作を反日ソングであるかのように曲解している」と永を批判する作曲家すぎやまこういちのコメントを掲載している。
同記事中、雨情研究家で雨情会元理事長の西条和子は、雨情が鈴木史郎から聞かされた話が詩作のキッカケになったと「定説」を紹介し、「永さんの赤はソ連という解釈はどうかな、と思いますね」とコメントしている。
同記事の結論部分は、「歌というものは作った人がどんな気持ちだろうが、後世の人々の思いに左右されてしまうものですよ」と詩歌受容論に逃げようとする永六輔を、「童謡は理屈によって歌詞の判断を許されてはをりません」と雨情自身の文章を引用して記者が切り捨てている。
同記事は、雨情が社会主義詩人として出発したこと、鈴木史郎が平民農場に関わっていたことについては一言も触れていない。その後の雨情の作風の変化が、心底から転向し社会主義を捨てたことによるものなのか、それとも転向は偽装で社会主義が詩作の根っ子に残っているか、の論点について検証していない。
野口不二子は後日、『赤い靴』は社会主義者・野口茂吉を「ベースにして書いたとも思われる」としていて（前述）、永六輔の論考と多少の食い違いはあっても、「赤い靴＝社会主義」説を否定するものではない。
2007年（平成19年）、『捏像 はいてなかった赤い靴』出版のプロモーションにあたって、阿井渉介は当初、週刊朝日を頼りにしたのだが、週刊朝日の記事は必ずしも阿井の菊地批判に全面的な賛意を示さなかった。このことを不満とした阿井は週刊新潮に話を持ち込み、週刊新潮は「週刊朝日への揶揄」を中心とする記事を掲載した。阿井は週刊新潮が「赤い靴＝社会主義」説を否定する立場にあることを知らず、週刊新潮の編集部は『捏像』が「赤い靴＝社会主義」説に立脚していることを読み落としたと思われるが、結果、週刊新潮は「誌内不統一」を自ら招いたのである。
2009年（平成21年）12月に放送されたTBSラジオ「土曜ワイドラジオTOKYO 永六輔その新世界」の中では、ゲストの松島トモ子が「定説」を紹介している。

## 『国語論集』誌上での論争
文化人類学者の山口昌男は、その著書『「敗者」の精神史』（岩波書店 1995年7月 分冊文庫本のISBN: 978-4006001445）の中で、雨情の『青い目の人形』と『赤い靴』について論じている。この山口本に触発された亀井秀雄（市立小樽文学館元館長）は、北海道教育大学釧路校国語科教育研究室が刊行している『国語論集・9』（2012年3月）に、『「赤い靴」をめぐる言説』を投稿した。
この論文の中で亀井は指摘する。『赤い靴』の像を建立した人々は、自分が作っているのは『赤い靴』から誘発された虚構の像であることを認識している。その想像力は赤い靴の少女と異人さんとの暮らしに向かわず、平民農場における母子再会という虚構の物語を構築して、この母子の不幸を癒してやる方へのみ向かっている。その出発点には岡そのがいて、そのの新聞投書『幻の姉「赤い靴の女の子」』こそ雨情の童謡から言葉を借りた表現であり、ここから菊地寛のドキュメント、山口昌男論文、各地での記念像建立の動きが始まったと結論づけている。
これに対して、阿井渉介は反駁を試み、『国語論集・10』（2013年3月）に『「赤い靴」をめぐる言説」について』を投稿した。ただ阿井は、記念像建立に携わった者はすべて菊地説を妄信しているとして、「テレビの低劣なこしらえ物を基に、高次の文学論争をすることに意味があるとは思えない」「文芸的ではない人々を文芸的な思惟で囲い込まないほうがいい」としている。岡そのも菊地の被害者とみており、阿井の論文中では実名を一切使わず「□ □□」としている。岡そのの投書を、赤い靴現象の根幹とする亀井の立論はまったく無視されている。
阿井は、自らが唱えていた「赤い靴＝赤い箱車＝社会主義」説は撤回すると言い出している。「赤い箱車」についての自らの立論が、鈴木志郎の社会主義運動に対する雨情の共感を前提とする点では菊地説と同根であると、亀井論文を読むうち遅まきながら気づいたとしている。『赤い靴』の発表は雨情と鈴木志郎の出会いから14年後で、その間、雨情は鈴木志郎を忘れずにいたとする山口昌男の憶測は安易ではないか、とする亀井の指摘も尤もだ、とする。
『国語論集・11』（2014年3月）には福地順一（元・札幌拓北高等学校校長）が
『童謡「赤い靴」のモデルについて』を投稿、改めて、きみは『赤い靴』のモデルにはなりえないと考証している。阿井らが既に指摘していたことに加えてさらに、
1. 野口雨情、鈴木志郎（および石川啄木）が小樽日報社に入社したのは事実だが、それより前、三人が札幌の北門新報社で同僚だったとする岡そのの投稿には誤りがある。同社に勤めていたのは志郎と啄木であり、雨情が勤めていたのは北鳴新報社である。
2. 岡そのは、雨情と志郎が札幌の山鼻で一軒家を借りていたとするが、その言葉の裏づけは皆無である。
3. 菊地は、岡そのの証言の矛盾を解消するため、志郎が北鳴新報社に勤めていた時期があるとする説を唱えているが、この新説の裏づけもない。
4. 雨情は1945年（昭和20年）に他界するまで、きみが『赤い靴』のモデルであるとは一言も言及していない。

の諸点である。

## 赤い靴の像

山下公園の『赤い靴はいてた女の子像』

1979年（昭和54年）、横浜・山下公園に『赤い靴はいてた女の子像』が作られた。これは純粋に雨情の詩のイメージをモチーフにしたもので、赤い靴を愛する市民の会（後に赤い靴記念文化事業団と改称）から寄贈されている。同会は、この像のミニチュア版（999個制作されたうちの1個）を1982年（昭和57年）8月に横浜駅へ寄贈、当初は同駅南口に設置されていたが駅改良工事に伴い1998年（平成10年）に撤去となり、その後は保管されていた。2010年（平成22年）12月に同駅自由通路（中央通路）に移設されている。
2010年（平成22年）、山下公園の少女像と同型の像が、横浜市と姉妹都市のアメリカ・カリフォルニア州サンディエゴ市の海辺に建てられ、6月27日に関係者が出席して除幕式が行われた。
以下の6つの像は、前述の「定説」に基づいて建てられた。
- 静岡県日本平『母子像』（1986年）
- 東京都麻布十番『きみちゃん像』（1989年）
- 北海道留寿都村『母思像』（1991年）
- 北海道小樽市『赤い靴 親子の像』（2007年）
- 北海道函館市『赤い靴 少女像』（2009年）
- 青森県鯵ヶ沢町『赤い靴 親子像』（2010年）

青山霊園の事務所には『赤い靴 少女の像』が置かれた。留寿都村には1997年（平成9年）に、かよを描いた『開拓の母』像も建てられている。
2015年（平成27年）6月には雨情夫妻と鈴木夫妻が住んでいたとされる札幌市中央区山鼻地区の山鼻公園に、『赤い靴の歌碑』が建立された。

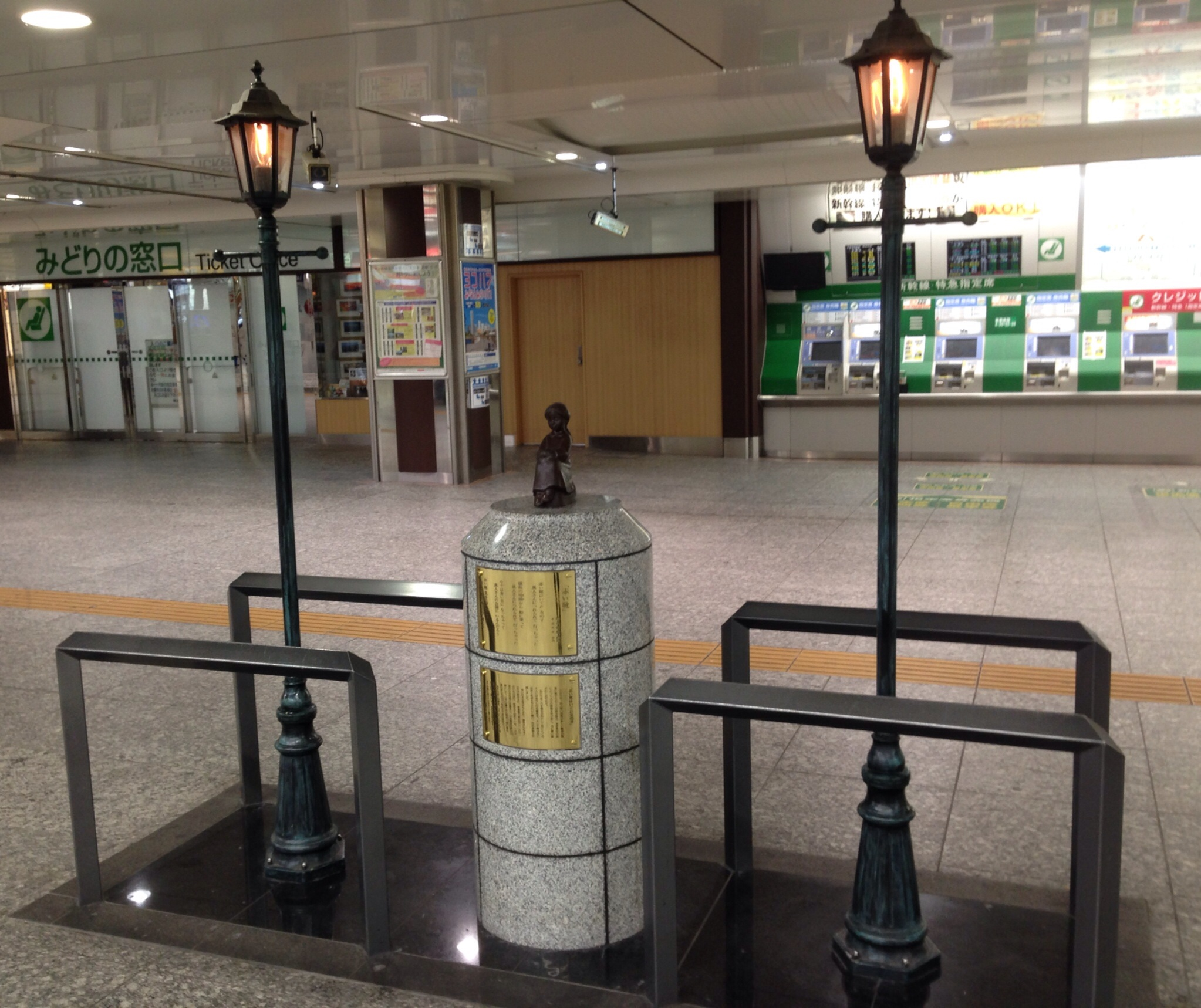
横浜駅自由通路のミニチュア版
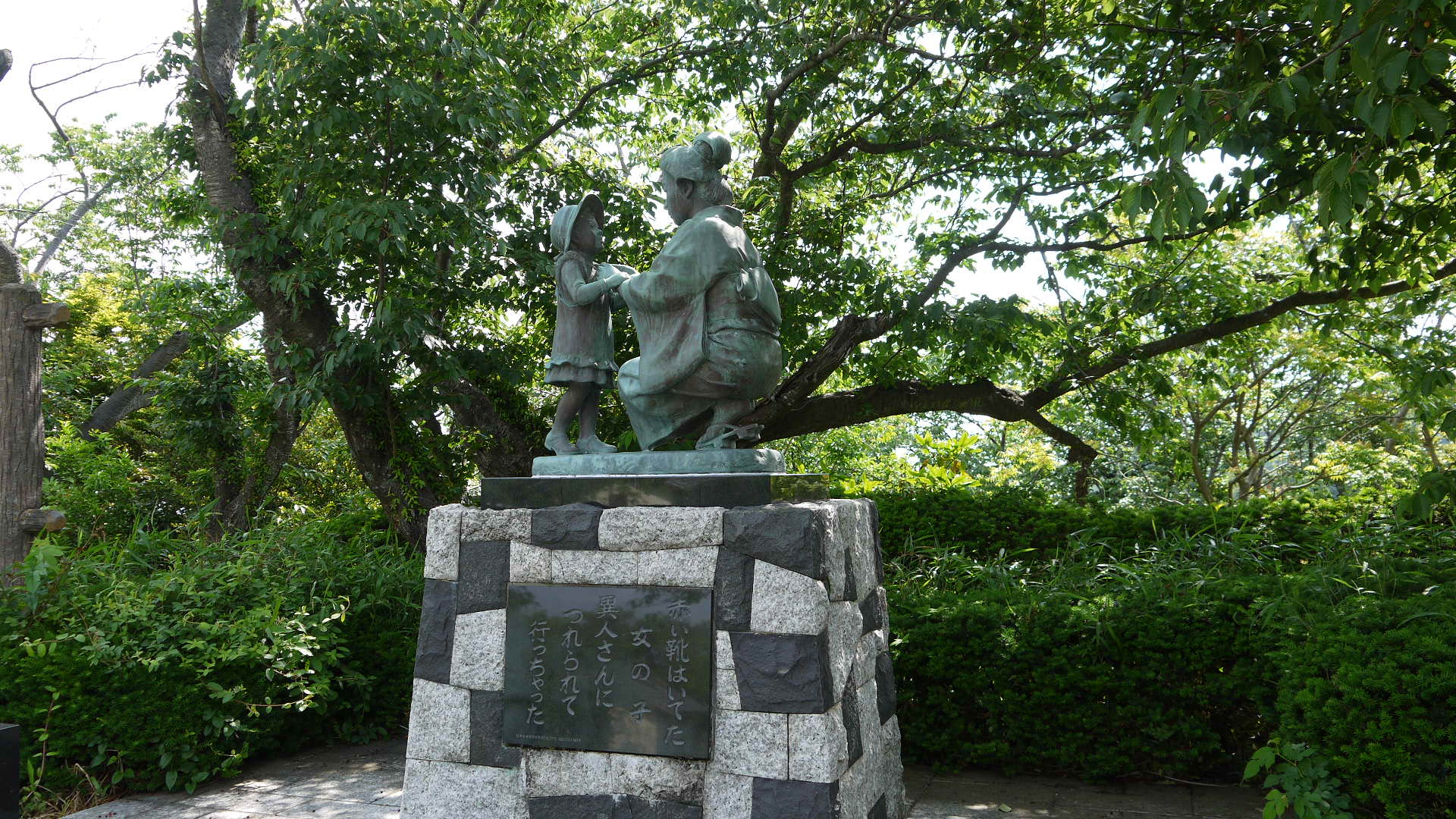
静岡市日本平の『母子像』
麻布十番の『きみちゃん像』
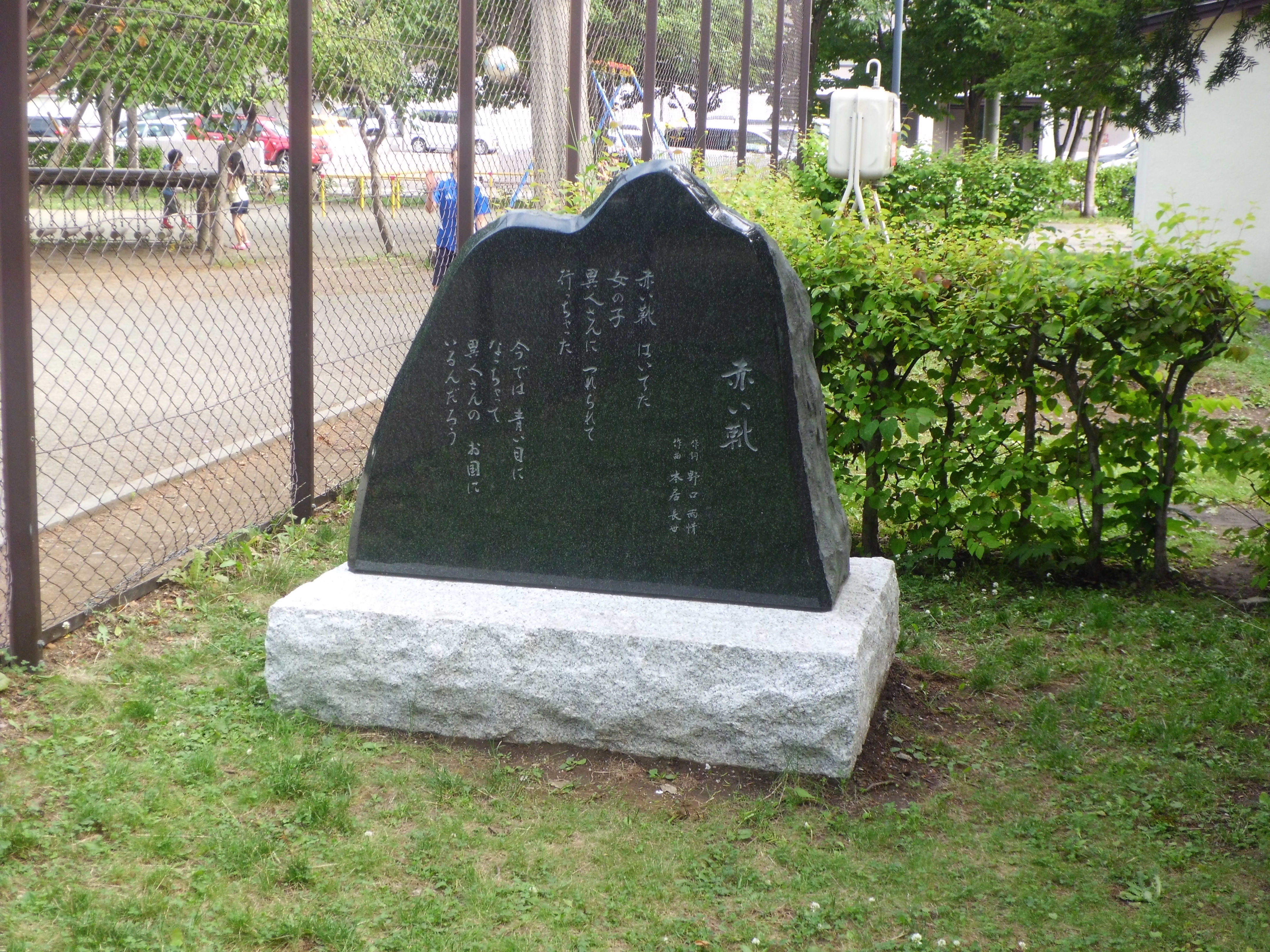
札幌市・山鼻公園の歌碑

## 村岡花子と佐野きみ
NHK連続テレビ小説『花子とアン』（2014年度前期）の原案となった、村岡恵理の著書『アンのゆりかご-村岡花子の生涯-』には、村岡花子と佐野きみの出会いについて触れた一節がある。
1903年（明治36年）、村岡はな（花子の本名）は東洋英和女学校に給費生として編入学しており、毎週日曜日は給費生の必修として、東洋英和が運営している永坂孤女院の日曜学校に教師として出向いており、身寄りのない孤児たちに、物語を語り聞かせていた。「赤い靴はいていた女の子」とうたわれている少女はそのころ永坂孤女院にいた佐野きみであるとの記述である。この記述は厳密には「はなが物語を語り聞かせていた孤児たちの中に、はなより9歳年下のきみがいた」とはしていない。「孤児たちに物語を語り聞かせていた」と「佐野きみが永坂孤女院にいた」との記述である。
きみが永坂孤女院に預けられた時期については議論（前述）もあるが、東洋英和女学校在学中であったはなは、1911年（明治44年）9月のきみの訃報に接していた。
『アンのゆりかご-村岡花子の生涯-』は、きみの生涯を「定説」に拠る。

## その他
歌詞の中に出てくる、「いじんさん」は幕末から明治にかけてよく使われた言葉で、異人さん、つまり外国人のことで、特に“青い目”と歌われている事から白人男性と見られる。「偉人さん」、「にんじんさん」、「いい爺さん」、「曾爺さん」等と誤解されることがある。清水市（現：静岡市清水区）出身の漫画家さくらももこによる漫画『ちびまる子ちゃん』にこれを題材にした挿話がある。
漫画『ドラえもん』には、童謡『赤い靴』の女の子をモチーフにした『赤いくつの女の子』（雑誌掲載当時の題は『ノンちゃんのクツ』）がある。後にアニメでは、『赤いくつの女の子』『赤いクツの思い出』が発表されている。
阿井渉介は、『流離の詩・赤い靴はいてた女の子』以前にも、『赤い靴』をモチーフにしたテレビ脚本を阿井文瓶（本名）名義で執筆している。『ウルトラマンタロウ』の第45話「日本の童謡から　赤い靴はいてた…」（1974年〈昭和49年〉）は、幼い頃、異星人に連れ去られて、地球侵略のための怪獣にされてしまった女性とその幼なじみのZAT隊員を描いた話である。『特捜最前線』の第349話「ギリシャから来た女!」（1984年〈昭和59年〉）では、横光克彦扮する特命捜査課刑事と少女の交流が描かれ、横光が当曲を歌う場面もある。
「定説」に対する批判運動のために発足した「赤い靴の会」（のち「日本赤い靴の会」と改称）は、阿井が会長、横光らが名誉顧問、福地順一らが顧問を務めているが、横光は「テレビ出身の衆議院議員」としての参加であると語る。
2003年（平成15年）にNPO「日本童謡の会」が全国約5800人のアンケートに基づき発表した「好きな童謡」で、「赤い靴」は293票を獲得し第3位に選ばれた。
映画『大決戦!超ウルトラ8兄弟』(2008年〈平成20年〉)は、横浜港開港150周年の前祝作品として製作され、山下公園の女の子像も作中に登場した。一見ふつうの人間の「赤い靴の少女」が、時空を超越してウルトラマンを導く存在として登場したが、正体は不明である。
2007年〈平成19年〉に放映されたテレビドラマ『喰いタン2』Menu.3「プヨプヨちょっとカタ〜いを食い荒らす！」では、日本人の母親から引き離され外国へ行った男性が自分の境遇とこの歌を重ねており、山下公園ロケも行われている。
横浜で夏に開催されるヨコハマカーニバルで、よさこい祭りを元にした「ハマこい踊り」と呼ばれる踊りの大会が催される。その踊りのルールの一つに、楽曲に童謡『赤い靴』を入れるものがある。